# Очеретянка прудка

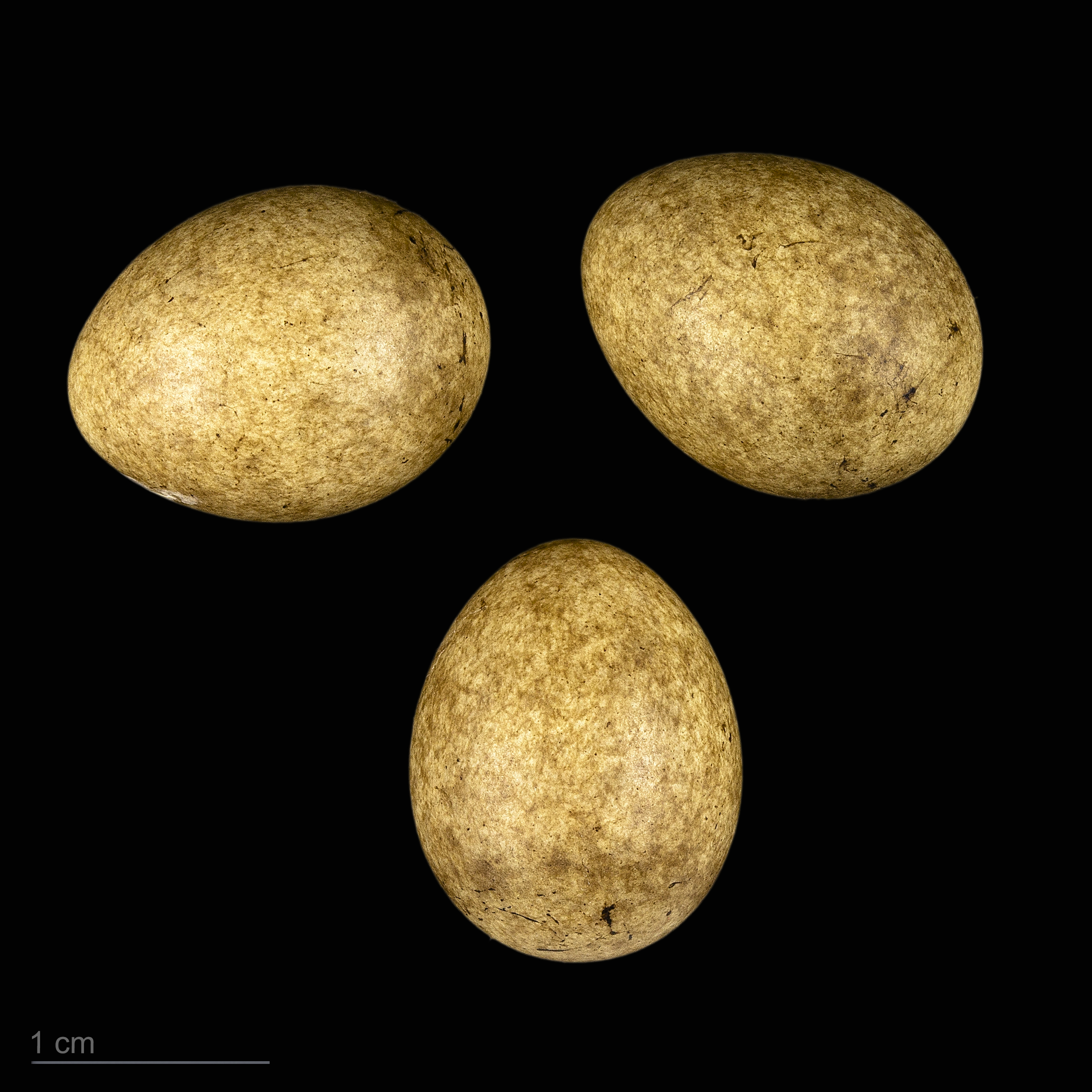
яйце Acrocephalus paludicola - Тулузький музей

Очеретянка прудка, очеретянка вертка (Acrocephalus paludicola) — птах родини очеретянкових.

## Таксономічна характеристика
Монотипний вид політипного роду; один з 7 видів роду у фауні України.

## Поширення
Ареал охоплює територію Євразії від південної частини Фінляндії на півночі до Італії на півдні та від Франції на заході до Томської та Новосибірської областей Росії на сході. У першій половині ХХ ст. гніздилась у Волинській, Рівненській, Хмельницькій, Чернівецькій, Вінницькій, Київській, Чернігівській, Сумській областях; можливо також в Закарпатській, Черкаській, Полтавській, Харківській та Запорізькій. На прольоті зустрічається також в Одеській, Миколаївській та Львівській областях. Протягом ХХ ст. перестала гніздитися в Західній Європі і катастрофічно скоротила чисельність в Центральній Європі. В Україні зараз гніздиться у Волинській, Рівненській, Київській і Чернігівській обл. Зимує в Африці на південь від Сахари.

## Чисельність і причини її зміни
Світова популяція 12-20 тис. самців. Ще 40-50 років тому в Україні оселялось в 4-5 разів більше птахів, ніж тепер. Загальна чисельність зараз оцінюється в 3,5-4,1 тис. самців (тобто, 15-20 % світової популяції). В Україні виділяються два популяційні угруповання: прип'ятське (3-3,5 тис. самців), яке локалізоване в основному в північній частині Волинської області та деснянсько-дніпровське (500—600), що охоплює Чернігівську та Київську області. Щільність гніздування сягає 1-2 самців на га. Причини зміни чисельності: втручання людини у природні процеси болотних систем, яке порушує гідрологічний режим. Критичною є трансформація гніздових біотопів.

## Місця перебування
Заплавні луки з чагарниково-осоковими заростями; низинні болота, порослі верболозом та іншими гігрофільними рослинами. На прольоті — береги річок і ставів із заростями верболозу та інших гігрофільних рослин. Чисельність незначна, постійно знижується. Причини зміни чисельності — осушування боліт, викошування тощо.

## Особливості біології
Перелітний птах. З'являється в середині, квітня — 1-й декаді травня. Оселяється окремими невеликими групами. Гніздо (чашоподібне) влаштовує на незначній висоті над землею або водою, в куртинах чагарників і трави. Кладка (кінець травня — червень) з 4 — 6 яєць. Насиджують і годують пташенят самка та самець. Відлітає протягом перших двох декад вересня. Птахи прип'ятської популяції до р-нів зимівлі летять через Польщу, Німеччину, Францію, Іспанію, а далі вздовж атлантичного узбережжя Африки. Живиться комахами та дрібними молюсками.

## Заходи охорони
На глобальному рівні вид належить до категорії «Вразливий» у Червоному переліку видів, яким загрожує зникнення, Міжнародної спілки охорони природи (IUCN). На європейському рівні категорія SPEC 1 (глобально вразливий вид). Додаток І Директиви Ради Європи, щодо охорони птахів. Включено до Червоної книги України (1994, 2009), Боннської (Додатки І та ІІ) та Бернської (Додаток ІІ) конвенцій.
Під егідою Боннської конвенції також створено Меморандум порозуміння про охорону популяції очеретянки прудкої — багатосторонній документ для спільної роботи урядів, неурядових організацій і вчених для координації заходів щодо порятунку виду.
В Україні з метою охорони потрібно збереження всіх місць гніздування; обов'язково, щоб всі вони були включені до ПЗФ держави. Проведення ренатуралізації осушених боліт, де раніше гніздилися птахи.